# سيسي ماكدونالد
سيسي ماكدونالد (ولدت في 26 مايو 1989) مواطنة أمريكية من أصول أفريقية، ثنائية الميول الجنسية، عابرة جنسيًا، وناشطة في مجال حقوق مجتمع الميم. استرعت انتباه العامة إليها في شهر يونيو من العام 2012 لقبولها تخفيف دعوى بحقها لتصل إلى 41 شهرًا بتهمة القتل غير المتعمد من الدرجة الثانية لرجل طعنته بعد تعرض ماكدونالد وأصدقائها للاعتداء عليهم في منيابولس خارج حانة في وقت قريب من ساعة الإغلاق. كان يُنظر إلى الاعتداء الذي تعرضت له، قبل سنة، على أنه عنصري ويتسم بكراهية تجاه العابرين جنسيًا، وتحول الأذى إلى جسدي بعد أن تعرضت ماكدونالد للضرب على وجهها من قبل صديقة الرجل الذي طعنته، بزجاجة مشروب كحولي، ما تسبب لها بجرح استلزم خياطته بالغرز.
وفقًا لمجلة ماذر جونز، عندما حاولت ماكدونالد الهرب من الحانة، جرى الرجل ورائها. «أخرجت ماكدونالد مقصًا من حقيبتها واستدارت مواجهةً له؛ طعنته في صدره ومات على إثر الجرح الذي تلقاه من الطعنة». قالت ماكدونالد أنها رأت كيف كانت تجري الأمور بشأن قضيتها ولذلك قبلت الحكم المخفف بدلًا من مواجهة احتمال الحكم عليها بالسجن 20 عامًا. وفقًا لجريدة «باي إيريا ريبورتر»، «أثارت إدانتها غضبًا، واعتبرها الكثيرون عملًا متمثًلا بكراهية العابرين جنسيًا والعنصرية ضد امرأة دافعت عن نفسها». رغم كونها امرأة، سُجنت ماكدونالد في سجنين للرجال. أدت عريضة موقعة على الإنترنت «بقيام إدارة الإصلاحيات بوصف النظام الهرموني الكامل الذي احتاجته».
حظيت قصتها باهتمام دولي، بما في ذلك فوز موقع «Ebony.com» عن قضيتها بجائزة غلاد ميديا لكونه «مقالًا صحفيًا إلكترونيًا مرموقًا». تلقت الدعم أيضًا من الممثلة والناشطة العابرة جنسيًا «لافيرن كوكس»، نجمة سلسلة البرتقالي هو الأسود الجديد، الذي يتضمن مجموعة من القصص حول نساء ملونات عابرات جنسيًا وجرائم الكراهية. تقول كوكس أن ماكدونالد هي الصورة التي مثلت شخصيتها في السلسلة، باسم «صوفيا بورسِت»، وأنها تلعب دور بورسِت تقديرًا لماكدونالد. تشير كوكس إلى أنها مرت بتجارب «في عديد من المرات.. تعرضت لمضايقات، كان يمكن أن تزيد حدتها في كثير من الأحيان.. كنت قريبة جدًا من أن أكون مكان سيسي».
أطلق سراح ماكدونالد في يناير عام 2014 بعد أن أمضًت في 19 شهرًا في السجن. كُتب عنها في مجلة رولنج ستون ومطبوعات أخرى من ضمنها قائمة «40 تحت الأربعين» لصحيفة «ذا أدفوكيت». بدأ إنتاج فيلم وثائقي عن تجارب ماكدونالد من خلال مقابلات أجريت مع لافيرن كوكس في ديسمبر سنة 2013. يركز الفيلم على الهجوم على ماكدونالد وأصدقائها، وأيضًا حادثة الطعن ودخولها السجن، والعنف الذي تتعرض له النساء العابرات. في أغسطس من عام 2014، حصلت على جائزة بايارد روستين للحقوق المدنية من نادي هارفي ميلك الديمقراطي لمجتمع الميم.

## نشأتها
تعود ماكدونالد، الذي ولدت في عام 1989، في الأصل إلى جنوب شيكاغو. درست الموضة في كلية منيابولس المجتمعية والتقنية.

## حادثة الاعتداء

### خلفية
حوالي الساعة 11:30 من مساء الخامس من يونيو سنة 2011، مشت ماكدونالد، وزميلة سكنها لاتافيا تايلور، وأصدقائهما لاري تياريز توماس، وزافون سميث، ورونيل هاريس، وكلهم أفارقة أمريكيون، نصف ميل من شقة ماكدونالد وتايلور في منيابولس إلى سوبر ماركت «كوب فودز» لشراء البقالة. وفي الطريق، أوقف ضابط شرطة الجماعة لفترة وجيزة واستجوبهم دون أن يتسبب بإزعاجهم، ومن ثم تتبعهم لفترة وجيزة ومضى.

### الاعتداء والهجمات
قالت ماكدونالد إنها وصديقاتها واجهوا شابًا يدعى دين شميتز وآخرين خارج حانة شونر تافيرن. وفقًا للاتهامات الموجهة إلى ماكدونالد، حدث ذلك بعد منتصف الليل بفترة وجيزة. خرج شميتز وصديقته جيني ثورسون وصديقته السابقة مولي فلاهرتي لتدخين سيجارة. قالت ماكدونالد أنهم كانوا يتفوهون بعبارات عنصرية تحمل كراهية للعابرين جنسيًا، في حين وصفت ثورسون في مقابلات لها مع الشرطة بأن العبارات التي تفوهوا بها كانت ساخرة وتهكمية. قال توماس عم شميتز وثورسون وفلاهيرتي أنهم قالوا لهم: «أيها الشاذون، العشاق الزنوج.. لستم سوى مجموعة من الأطفال الزنوج»، وذهب بعد ذلك للحديث مع شميتز. حسب توماس، انصرف شميتز «وبدأ يقول كلامًا من قبيل: أوه، انظروا إلى تلك المتحولة هناك، أنظروا إليها». قالت ماكدونالد في رسالة من سجن مقاطعة هينيبين أن شميتز أطلق كلمة زنوج على كل المجموعة.
شهدت ماكدونالد قائلة إنها حاولت وكل رفاقها الابتعاد، لكن فلاهيرتي افتعلت شجارًا بتحطيم كأس من الكحول على وجهها، مسببة لها جرحًا احتاج 11 غرزة. سئلت ماكدونالد في المحكمة عما إذا كان فلاهيرتي هي المسؤولة عن المشكلة، فقالت: «بإمكاني الإيقاع بكم جميعًا أيها العهرة»، وهي ما قالته بكل توكيد. قالت ثوريسون أن فلاهيرتي هي من بدأت أول ضربة. وفقًا لشهادة مكدونالد، قال شميتز في لحظة ما: «انظروا إلى ذلك الصبي الذي يلبس كالنساء ومخبئًا قضيبه». من بعدها خرج ديقيد كرانديل، عشيق فلاهيرتي، من الحانة ورأى عددًا من أفراد مجموعة ماكدونالد يهاجمون فلاهيرتي، وحاول إبعادهم عنها.
ذكر غاري غيلبرت، عامل أمن في حانة شونر تافيرن، أنه رأى شميتز يسحب ماكدونالد بعيدًا عن فلاهيرتي، وأن شميتز وماكدونالد تحركا بعد ذلك إلى الشارع. وصف محامي ماكدونالد خطوتها تلك «محاولة للخروج من القضية، ودرء الخطر»، وأضاف أن شميتز لحق بها. ذكر غيلبرت أن ماكدونالد كانت تحمل شيئًا حادًا، حينها ثبت شميتز قبضته وقال لها «أتودين طعني؟ ها أيتها العاهرة؟» ومن ثم انحنى فوقها، ثم وضع يده على قميصه قائلًا «لقد طعنتني»، وهو ما ردت عليه ماكدونالد وفقًا لأحد الشهود بقولها له: «نعم، لقد فعلت». طُعن شميتز بصدره بمقص. أخبرت ماكدونالد الشرطة أن شميتز اتجه نحوها للهجوم عليها، فاصطدم بالمقص الذي كانت تحمله.
وبعد أن رأى الحاضرون شميتز ينزف، توقف الشجار؛ ركضت ماكدونالد وتوماس نحو كوب فودز صعد بعض رفاقهما إلى حافلة نقل الركاب. كان جرح شميتز أكثر من ثلاث بوصات عمقًا، ما تسبب بثقب في البطين الأيمن لقلبه. حاول أنتوني ستونبورغ الذي كان في الحي يزور عمته، أن يسد الجرح، لكن شميتز توفي وهو في سيارة الإسعاف. في موقف السيارات الخاص بمحل البقالة، رأت ماكدونالد سيارة الشرطة تبحث عنها فأشارت للشرطة بالوقوف. تم اعتقالها واعترفت بالطعن، ولكن في رسالتها من سجن مقاطعة هينيبين كتبت أن «الاعتراف كان خطًا كبيرًا قمت به بمحاولة مني التغطية على أحد أصدقائي الذي قام بذلك بالفعل». لاري توماس وزافان سميث قالوا أيضًا أن صديقًا آخر شاهداه يهرب من مكان وقوع الحادث في ذلك الوقت، اعترف بطعن شميتز.

### خروجها من السجن (يناير 2014)
أفرج عن ماكدونالد في 13 يناير عام 2014 بعد أن أمضت 19 شهرًا في السجن، وبقيت تحت إشراف إدارة إصلاحيات مينيسوتا خلال فترة عقوبتها البالغة 41 شهرًا. كانت لافيرن كوكس بين الذين رحبوا بها. قالت روكسان أندرسون، مديرة برنامج «شبكة دعم العابرين الشباب» أن «سيسي تبلي حسنًا. إنها تبدو بحالة جيدة ومعنوياتها جيدة، وأن ماكدونالد لم تكن مستعدة للتعليق علنًا». قال تشيس سترانجيو، محامي الاتحاد الأمريكي للحريات المدنية: «هذا يوم للاحتفال، وتكريم لسيسي لكل ما قامت به منذ يوم القبض عليها للانتباه الذي لفتته نحو العنف المنظم الذي تتعرض له النساء من ذوات البشرة الملونة، وخاصة النساء المثليات جنسيًا من ذوات البشرة الملونة يوميًا. رسالتها منذ البداية لم تكن تهويل القصة، وإنما لفت الإنتباه نحو القضية».